# Ungdomshuset på Dortheavej 61
 Der er for få eller ingen kildehenvisninger i denne artikel, hvilket er et problem. Du kan hjælpe ved at angive troværdige kilder til de påstande, som fremføres i artiklen.

 Ikke at forveksle med Ungdomshuset på Jagtvej 69.
Ungdomshuset på Dortheavej 61 er et selvstyrende kulturhus og undergrundsscene for forskellige grupper af fortrinsvis unge, der kulturelt og/eller politisk tager afstand fra det etablerede samfund, beliggende på Dortheavej 61 i Københavns Nordvest-kvarter. Ungdomshuset åbnede den 18. oktober 2008 som erstatning for Ungdomshuset på Jagtvej 69, som i marts 2007 var blevet ryddet og revet ned, hvilket gav anledning til halvandet års demonstrationer og protester. Huset er også kendt som det nye ungdomshus, Dortheavej eller (tidligere) Overdrevet.

## Faciliteter og aktiviteter
Ungdomshuset indeholder en række forskellige faciliteter og aktiviteter, der forvaltes af husets brugere i fællesskab.

### Faciliteter
Huset er overordnet inddelt i to bygninger, Annekset og Hovedbygningen.
I Annekset findes i stueetagen en spillesal. På første sal findes bl.a. husets café, industrikøkken og Bogcaféen Barrikaden, og på anden og tredje sal findes gymnastiksalen Svederen, der bruges til en række forskellige formål.
I Hovedbygningen findes i stueetagen endnu en spillesal, populært kaldet Store sal eller Salen, som bruges til større koncerter og arrangementer, og som også optager førstesalen, hvor der er balkon. På andensalen findes forskellige aktivitetslokaler, kontorer og kreative værksteder, medens tredjesalen er forbeholdt øvelokaler til bands.

### Aktiviteter
Huset rummer en række forskellige aktiviteter, men mest kendt er nok, at huset (som regel i weekenderne) fungerer som spillested, særligt i spillesalene. De musikalske hovedgenrer er rock, punk, metal, hip-hop og dubstep m.fl. og subgenrer til disse – crust, grindcore etc.
Koncerter afholdes typisk fra torsdag til lørdag og indimellem også søndag og byder som oftest på tre til fire bands pr. aften. Entrepriserne ligger typisk omkring de 30-50 kr.
Da stedet opererer efter DIY-princippet, får de udøvende bands ikke et honorar for at spille – dog får de, lidt afhængig af omstændighederne, dækket transportudgifter og bliver bespist af husets veganske folkekøkken, og en vis mængde økologiske øl og vand bliver stillet til rådighed. Kommer bandsene langvejsfra, vil der ofte blive arrangeret overnatning.
Ungdomshuset bliver fra måned til måned besøgt af rigtig mange udenlandske og danske bands. I maj 2010, som kan betegnes som en gennemsnitlig måned i huset, gæstede 30 bands fra Danmark, Tyskland, Canada, Holland, Sverige og Kroatien scenen. I juni måned var der bands fra bl.a. USA og Frankrig.
Ud over musikken byder huset på en række andre aktiviteter, hvoraf det mest velbesøgte nok er det ugentlige folkekøkken, der afholdes hver torsdag kl. 19, og hvor man kan spise sig mæt for 25 kr. eller mod at hjælpe med opvasken. Folkekøkkenet – og husets køkken som helhed – er vegansk, hvilket vil sige, at man undgår animalske produkter, som fx mælk og æg, samt produkter, der kun kan tilvejebringes ved udnyttelse af dyr, som f.eks. honning.
Husets bogcafé har faste åbningstider et par gange om ugen og tilbyder en række forskellige politiske bøger til udlån og salg samt massevis af informationsmateriale om huset og beslægtede sager, herunder et arkiv om BZ-bevægelsen og husets historie. Her arrangeres ofte debatter, foredrag, filmvisninger, læsekredse og lignende.
Huset huser også en række fysiske udfoldelser, primært i gymnastiksalen Svederen, der lægger rum til yoga-undervisning (p.t. tre gange om ugen), crossfit, kungfu, selvforsvar m.m. Alle aktiviteter er gratis og åbne for alle.
Huset rummer også øvelokaler for bands, der ikke kan få eller ikke har råd til at hyre øvelokaler ude i byen, samt forskellige andre grupper, der arbejder med ting så forskellige som kønspolitik, kreativ bearbejdelse af tekstiler og andre materialer, ude-arealer osv.

## Koordinering og hus-politik
Alle aktiviteter i huset arrangeres af frivillige, ulønnede aktivister. Huset har ingen ledelse eller bestyrelse, men drives af en række selvstyrende grupper, der hver varetager en bestemt aktivitet i huset (fx køkkengruppen, bogcafégruppen, yogagruppen, krea-gruppen osv.). Forhold, der vedrører huset som helhed, eller hvor de forskellige grupper er uenige, afgøres på det ugentlige "mandagsmøde", som er et fællesforum for alle husets brugere, der afholdes hver mandag kl. 19 og hvor beslutninger træffes ved konsensus.
Husets brugere driver huset i fællesskab og har vedtaget, at alle brugere skal efterleve fem ufravigelige grundregler: Ingen racisme, ingen sexisme, ingen homofobi/heterosexisme, ingen vold og ingen hårde stoffer, populært kaldet "de fem grundregler".
Huset koordinerer med de omkringliggende bebyggelser og faciliteter som fx Kulturhuset BIBLIOTEKET på Rentemestervej via det kommunalt nedsatte Dialogforum, som holder møder kvartalsvis.

## Husets baggrund
Huset blev tildelt ungdomshusbevægelsen efter nedrivningen af det gamle ungdomshus på Jagtvej 69 på Nørrebro og de følgende begivenheder i årene efter, der belastede politiet så meget at budgetterne blev overskredet. I kølvandet på det voldsomme ressourceforbrug blandede ledende politifolk sig i samfundsdebatten og opfordrede overborgmester Ritt Bjerregaard (S) til at finde en politisk løsning på "det her galehus", hvad der kombineret med den fredelige afvikling af danmarkshistoriens største massebesættelse, Aktion G13, i sidste ende fik politikerne presset tilbage til forhandlingsbordet.